# José María de Peralta y La Vega

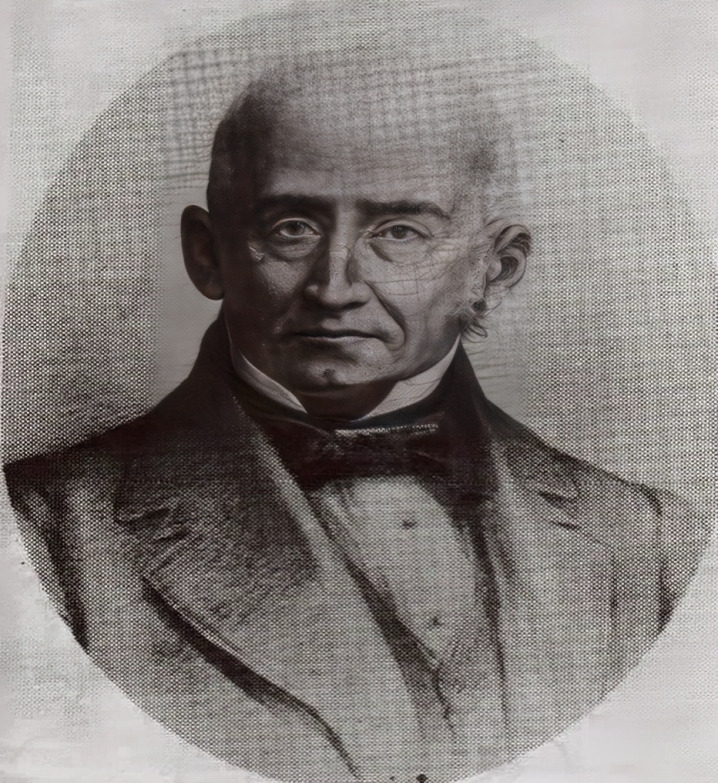
José María de Peralta y La Vega

José María de Peralta y La Vega (* 28. September 1763  in Jaén, Spanien; † 7. August 1836 in Cartago, Costa Rica) war vom 16. April bis 10. Mai 1823 Staatschef von Costa Rica.

## Leben

### Herkunft und frühe Laufbahn
Seine Eltern Antonia de la Vega y Castañeda und Sebastián José de Peralta y Barrios (1735–1800) heirateten 1754. Sein Großonkel, Juan Tomás de Peralta y Franco de Medina, war der erste Marquesado de Peralta, der Titel wurde ihm 1738 von Karl VI. verliehen. 1531 gründete Clemens VII. das Bistum Nicaragua mit Sitz in León zu welchem seit 1545 Costa Rica gehörte. José María de Peralta y La Vega verließ Spanien 1777 im Dienst von Monseñor Esteban Lorenzo de Tristán y Esmenola, welcher kurz vorher zum Bischof von Nicaragua und Costa Rica ernannt worden war. Seine Familie sah für ihn eine Karriere in der Kirche vor. 1782 begleitete er den Prälat bei seiner Visite durch Costa Rica und ließ sich in Cartago nieder.
Das erste Mal heiratete er am 12. April 1783 in Cartago Ana Benita Nava López del Corral († 11. März 1812), die Tochter von Joaquina López del Corral y Arburolades und dem Gouverneur José Joaquín de Nava y Cabezudo. In dieser ersten Ehe wurden José Francisco, Manuel María, José Mercedes, Sinforosa, Nicolás, Pedro, Francisco Javier, María Bartola, José María, Telésforo und Gertrudis de Peralta y López del Corral geboren.
Das zweite Mal heiratete er am 29. Oktober 1816 in Cartago, Ana Basilia de Alvarado y Oreamuno (1792–1865), die Tochter von Joefa Bartola de Oreamuno y Alvarado und José Rafael de Alvarado y Baeza. In der zweiten Ehe wurden Joaquín Esteban, María Águeda, Magdalena, Mercedes, Bernardino, Francisco Manuel und María Inés de Peralta y Alvarado geboren.
1785 wurde er Procurator Syndico, Rechtsverweser von Carthago und 1787 Alcalde provincial de la Santa Hermandad de Cartago.
Von 1788 bis 1789 war er stellvertretender Lagerverwalter, von 1789 bis 1792, von 1797 bis 1808 und von 1831 bis 1834 war er Managementacounter in der königlichen Factoría de Tabacos de Costa Rica.
1808, 1809 und 1815 war er erster Bürgermeister von Carthago.
1811 und 1814 war er Procurator Syndico, Rechtsverweser von Carthago 1821 war er Regidor von Carthago.
In der kolonialen Miliz von Costa Rica war er Hauptmann.
Sein Sohn José Francisco de Peralta y López del Corral war mit Manuel de Jesús Alvarado e Hidalgo entsprechend dem Pacto de Concordia vom 1. Dezember 1821, für Costa Rica zum Congreso Constituyente de México 1821 delegiert, er erhielt im September 1822 Anweisungen zum Abstimmverhalten und im Oktober 1822 wurde der erste Congreso Constituyente de México aufgelöst.

### Mitglied und Vorsitzender derJunta Superior Gubernativa
Im Januar 1822 wurde er in die Junta Superior Gubernativa, welche Costa Rica regierte gewählt. Er saß dieser Junta vom 15. Juli bis zum 17. Oktober 1822 vor.
Vom 22. November bis zum 9. Dezember vertrat er den erkrankten José Rafael de Gallegos y Alvarado als Vorsitzenden.

### Vorsitzender der verfassungsgebenden Versammlung 1823
1823 wurde er Delegierter einer verfassungsgebenden Versammlung für die Provinz Costa Rica. Dieses Parlament ernannte ihn zum Staatschef von Costa Rica, ein Amt, welches er bis 1831 hätte ausüben sollen und dessen Aufgaben mit denen eines Ministro de Gobernación (Regierungsministers) vergleichbar sind.
Seine Amtszeit als Staatschef war vom 16. April bis 10. Mai 1823. Verursacht durch Meinungsverschiedenheiten mit dem Oberkommandierenden der Armee Gregorio José Ramírez y Castro wurde die Macht an die dritte Junta Superior Gubernativa, welcher der Priester Manuel Alvarado e Hidalgo vorsaß, übertragen.

### Nach der Präsidentschaft
Von 1824 bis 1825 war er Generalminister. 1835 wurde er pensioniert.
Mitglieder der Familie Peralta sind weitverbreitet im diplomatischen Dienst von Costa Rica und dem Heiligen Stuhl. Sein Enkel Manuel María de Peralta y Alfaro war im diplomatischen Dienst von Costa Rica. Ein weiterer Nachfahre Hernán Gregorio Peralta Quirós, 1953–1954 Botschafter Costa Ricas in Peru, veröffentlichte 1956 eine Biografie mit dem mehrdeutigen Titel José María de Peralta.